# نوئل الونسو
نوئل الونسو (انگلیسی: Noel Alonso؛ زادهٔ ۱۹ مارس ۱۹۸۷) بازیکن فوتبال اهل اسپانیا است.
از باشگاه‌هایی که در آن بازی کرده‌است می‌توان به باشگاه فوتبال سلتاویگو و باشگاه فوتبال اسپورتینگ خیخون اشاره کرد.
وی همچنین در تیم ملی فوتبال زیر ۱۹ سال اسپانیا بازی کرده‌است.